# Jorgos Dimitrakopulos
Jorgos Dimitrakopulos, gr. Γιώργος Δημητρακόπουλος (ur. 18 września 1952 w Atenach) – grecki polityk, od 1994 do 2009 poseł do Parlamentu Europejskiego.

## Życiorys
W 1976 został absolwentem wydziału prawa publicznego i nauk społecznych Uniwersytetu Narodowego im. Kapodistriasa w Atenach. Kształcił się na studiach podyplomowych na American University w Waszyngtonie, a także w The Fletcher School of Law and Diplomacy na Tufts University.
W latach 1977–1979 pracował w dziale prasowym ambasady Grecji w Stanach Zjednoczonych. Później był wykładowcą w instytucie dyplomacji przy krajowym Ministerstwie Spraw Zagranicznych, a także doradcą politycznym w biurze dyplomatycznym przy urzędzie premiera i następnie w MSZ.
W 1994, 1999 i 2004 z ramienia Nowej Demokracji był wybierany do Parlamentu Europejskiego IV, V i VI kadencji. Należał do grupy chadeckiej, był wiceprzewodniczącym Komisji Petycji (1994–1997), Komisji tymczasowej do zbadania sprawy rzekomego wykorzystania krajów europejskich przez CIA do transportu i nielegalnego przetrzymywania więźniów (2006–2007), a w latach 2002–2004 wiceprzewodniczącym Europarlamentu. W PE zasiadał do 2009.